# Microptilotis
Genre
Microptilotis est un genre d'oiseaux de la famille des Meliphagidae.

## Liste des espèces
Selon la classification de référence du Congrès ornithologique international (14.2, 2024) il comporte dix espèces :
- Meliphaga mimikae (Ogilvie-Grant, 1911) – Méliphage de Mimika
- Meliphaga montana (Salvadori, 1880) – Méliphage forestier
- Meliphaga orientalis (Meyer, 1894) – Méliphage montagnard
- Meliphaga albonotata (Salvadori, 1876) – Méliphage buissonnier
- Meliphaga analoga (Reichenbach, 1852) – Méliphage sosie
- Meliphaga vicina (Rothschild & Hartert, 1912) – Méliphage de Tagula
- Meliphaga gracilis (Gould, 1866) – Méliphage gracile
- Meliphaga imitatrix (Mathews, 1912) – Méliphage cryptique
- Meliphaga cinereifrons (Rand  1936) – Méliphage de Rand
- Meliphaga flavirictus (Salvadori, 1880) – Méliphage souriant

## Systématique
Le nom valide complet (avec auteur) de ce taxon est Microptilotis Mathews, 1912.